# Zimmermannstraßenbrücke
Die Zimmermannstraßenbrücke ist eine Straßenbrücke in Berlin, die im Bezirk Marzahn-Hellersdorf die Trasse Zimmermannstraße (Ortsteil Biesdorf) – Lindenstraße (Ortsteil Kaulsdorf) über den Fluss Wuhle führt.

## Geschichte
Die Zimmermannstraßenbrücke wurde im Jahr 1936 als Plattenbalkenbrücke aus Stahlbeton auf Stahlbetonpfählen gebaut. 1952 wurde sie auf 4,50 Meter verbreitert, Geh- und Radwege als Stahlträgerrost mit darauf liegenden Stahlbetonfertigteilen wurden hinzugebaut, die Erweiterung erforderte weitere Stahlbetonpfähle.
Im Jahr 2008 wurde der südliche Gehwegbelag erneuert, zwei Jahre später folgte der Fahrbahnbelag.

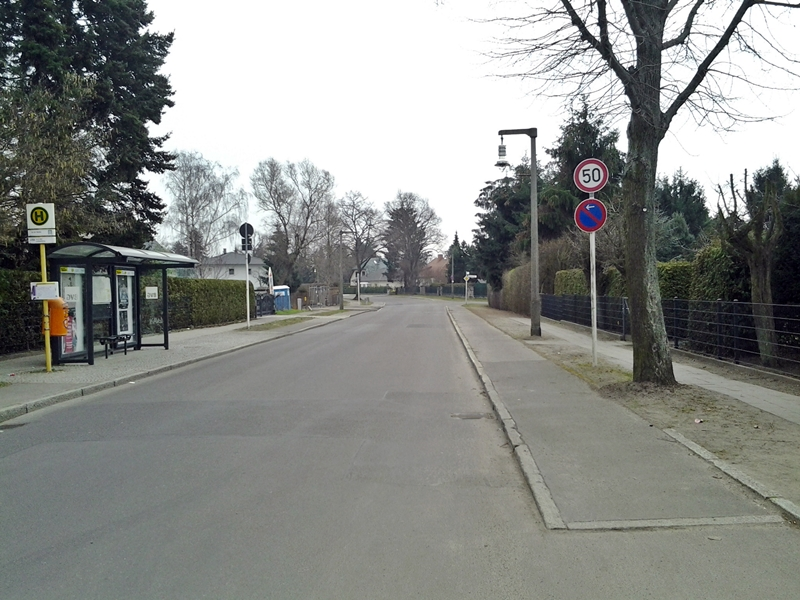
Lindenstraße (Berlin-Kaulsdorf)

Eine Brückenprüfung nach DIN 1076 zeigte erhebliche Schäden an dem Brückenbauwerk, das daraufhin am 4. Mai 2015 gesperrt wurde. Ein Neubau an gleicher Stelle ersetzt seit dem 1. Oktober 2016 die alte Brücke.
Die neue Brücke hat wieder eine Gesamtbreite von 15,50 Metern zwischen den Außenkanten der Gesimse. Davon beansprucht die Brückenfahrbahn mit je zwei 3,25 m breiten Fahrstreifen etwa die Hälfte. Der beidseitige Fahrradstreifen auf der Fahrbahn wurde standardmäßig mit 1,50 Meter angelegt, der Gehweg ist jeweils 2,50 Meter breit. Beiderseits der Brücke ist der Radweg wieder an den vorhandenen gemeinsamen Rad- und Gehweg angeschlossen. Die Gesamtbaukosten betrugen ca. 1,3 Mio. Euro und wurden vom Land Berlin finanziert.